# Vojtech Skyva
Vojtech Skyva (9. června 1925 Smižany – 9. května 2016 Bratislava) byl slovenský fotbalový útočník. Po skončení hráčské kariéry působil jako trenér. Jeho bratrem byl fotbalista František Skyva.

## Hráčská kariéra
V československé lize hrál za Sokol NV Bratislava, ATK Praha, Tankistu Praha, Spartak Košice VSS a ČH Bratislava. Dal 17 ligových gólů. Se Slovanem získal 3 mistrovské tituly.

### Prvoligová bilance
| Ročník                                     | Zápasy | Góly | Minuty | Klub                 |
| ------------------------------------------ | ------ | ---- | ------ | -------------------- |
| Celostátní československé mistrovství 1949 | –      | 1    | –      | Slovan NV Bratislava |
| Celostátní československé mistrovství 1950 | –      | 5    | –      | Sokol NV Bratislava  |
| Mistrovství československé republiky 1951  | –      | 1    | –      | Sokol NV Bratislava  |
| Mistrovství československé republiky 1951  | –      | 1    | –      | ATK Praha            |
| Mistrovství československé republiky 1952  | –      | 5    | –      | ATK Praha            |
| Přebor československé republiky 1953       | –      | 2    | –      | Tankista Praha       |
| 1. československá fotbalová liga 1956      | 13     | 1    | –      | Spartak Košice VSS   |
| 1. československá fotbalová liga 1957/58   | 10     | 1    | –      | ČH Bratislava        |
| CELKEM                                     | –      | 17   | –      |                      |

## Trenérská kariéra
- 1965/66 Slovan Bratislava
- 1969/1970 LASK Linz
- 1989/90 ZVL Považská Bystrica